# Cephrenes chrysozona
Cephrenes chrysozona là một loài bướm thuộc họ Bướm nhảy.

## Phân loài
- Cephrenes chrysozona chrysozona
- Cephrenes chrysozona oceanica (Mabille, 1904) (Papua)
- Cephrenes chrysozona kayapu (Doherty, 1891) (Engano)
- Cephrenes chrysozona lompa Evans, 1934 (Celebes)
- Cephrenes chrysozona nicobarica Evans, 1932 (Nicobars)